# Сааре (Ляэне-Нигула)
Са́аре (эст. Saare) — деревня в волости Ляэне-Нигула уезда Ляэнемаа, Эстония.
До административной реформы местных самоуправлений Эстонии 2017 года входила в состав волости Ноароотси.

## География и описание
Расположена в 9 километрах к северу от уездного центра — города Хаапсалу. Высота над уровнем моря — 5 метров.
Климат умеренный. Официальный язык — эстонский. Почтовый индекс — 91205.

## Население
По данным переписи населения 2021 года, в Сааре насчитывалось 19 жителей, все — эстонцы.
По данным переписи населения 2011 года в деревне проживали 24 человека, также все — эстонцы.
Численность населения деревни Сааре:
| Год  | 2011 | 2017 | 2018 | 2019 | 2020 | 2021 |
| ---- | ---- | ---- | ---- | ---- | ---- | ---- |
| Чел. | 24   | ↘ 20 | ↘ 18 | ↗ 19 | ↗ 20 | ↘ 19 |

## История
Деревня Сааре образовалась на землях мызы Люкгольм (Сааре). Название деревни происходит от эстонского слова «саар» (saar) — «остров». Впервые деревня была упомянута в 1627 году под шведским названием Ликхольм (Lykholm). Предполагается, что это название образовалось от двух слов из древнего шведского языка: «ликкья» (lykkja) – «огороженный» – и «хольм» (holm) — «маленький остров», «возвышенность», «холм».

## Достопримечательности
Недалеко от деревни расположена природная достопримечательность Эстонии — так называемое море Сутлепа.
Рядом с деревней расположено травяное лётное поле Ликхольм.

## Мыза Люкгольм (Сааре)
Мыза была основана в 1662 году и в местном обиходе называлась Ликкесхольм (Likkesholm), на немецком языке — Люкгольм (Lückholm). На военно-топографических картах Российской империи (1846–1863 годы), в состав которой входила Эстляндская губерния, мыза обозначена как мз. Люкгольмъ.
После Северной войны мызу купил Фридрих Адольф фон Розен. Впоследствии мыза передавалась по наследству его потомкам в шести поколениях. Нынешним собственником главного (господского) здания мызы является старший сын последнего собственника мызы — Лотар Александер фон Розен (Lothar Alexander von Rosen). В Эстонии это является исключительным фактом, так как в последние столетия все эстонские мызы перепродавались очень часто. Документально подтверждено, что семейство Розенов жило в Прибалтике с 1281 года.
Нынешний мызный комплекс был восстановлен в 1995]]—2001 годах Густавом Фридрихом фон Розеном (Gustav Friedrich von Rosen) и его женой Лоре (в девичестве Крети (Crety)). В восстановленной в её изначальном виде конюшне, построенной в 18-м столетии, находится Музей Ликхольма. В главном здании мызы расположен гостевой дом, кофейная комната и залы для проведения различных мероприятий.
Недалеко от мызы Сааре, в лесу, находится историческое место, известное как Сканскопли (Skanskopli), также — Кантскопли. Точные сведения о том, что это за место, отсутствуют, однако предполагается, что это развалины фундамента средневекового защитного сооружения. Собственником Сканскопли также является Лотар Александер фон Розен.

## Музей Ликхольма
Музей был открыт 1 марта 1997 года.
В трёх помещениях музея на 300 квадратных метрах разместилось более 300 экспонатов. На втором этаже выстроена летняя квартира площадью 100 м2.
Первое помещение знакомит с историей Сааре начиная со 2 июля 1715 года, когда царь Пётр I плыл мимо Сааре и Сканскопли в Хаапсалу, до сегодняшних дней. Основной упор сделан на историю Эстонской Республики в 1918–1940 годах. Это было хоть и трудное, но счастливое время для жителей Сааре.
В других помещениях расположены орудия труда, которые использовались в давние времена на сельскохозяйственных работах: плуги, бороны, рабочая телега, сани и др. Они стоят на оригинальном полу из булыжника. Ручные орудия труда, хозяйственные изделия и простые инструменты находятся во втором помещении на полу из натурального плитняка: строгальный станок, прялка, техника для обработки льна и распилки дерева, средства для приготовления масла, хлеба и кислой капусты, рыболовные сети и др.
Собственником музея Ликхольма является Лотар Александер фон Розен.

## Галерея

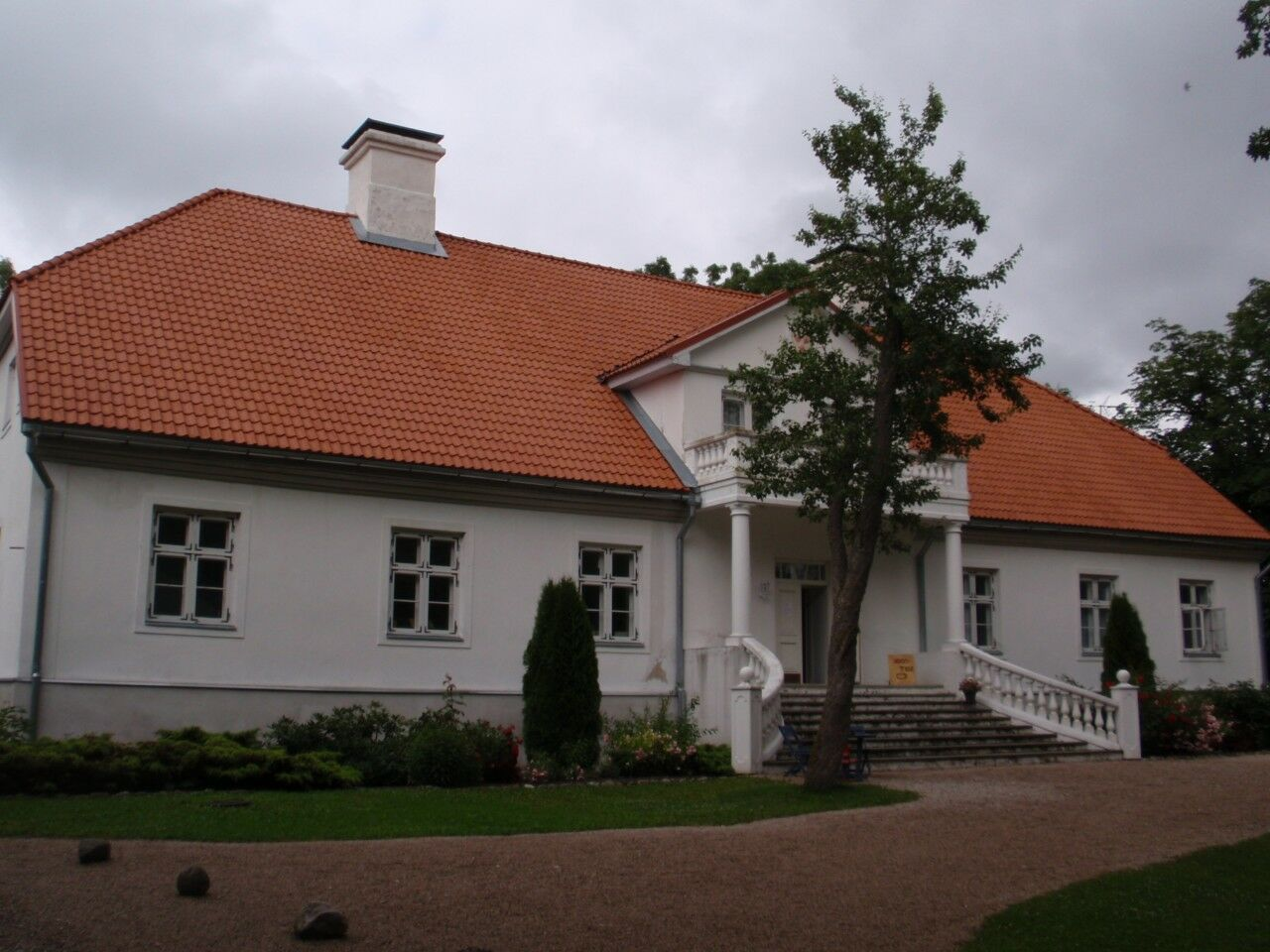
Главное здание мызы Люкгольм (Сааре)
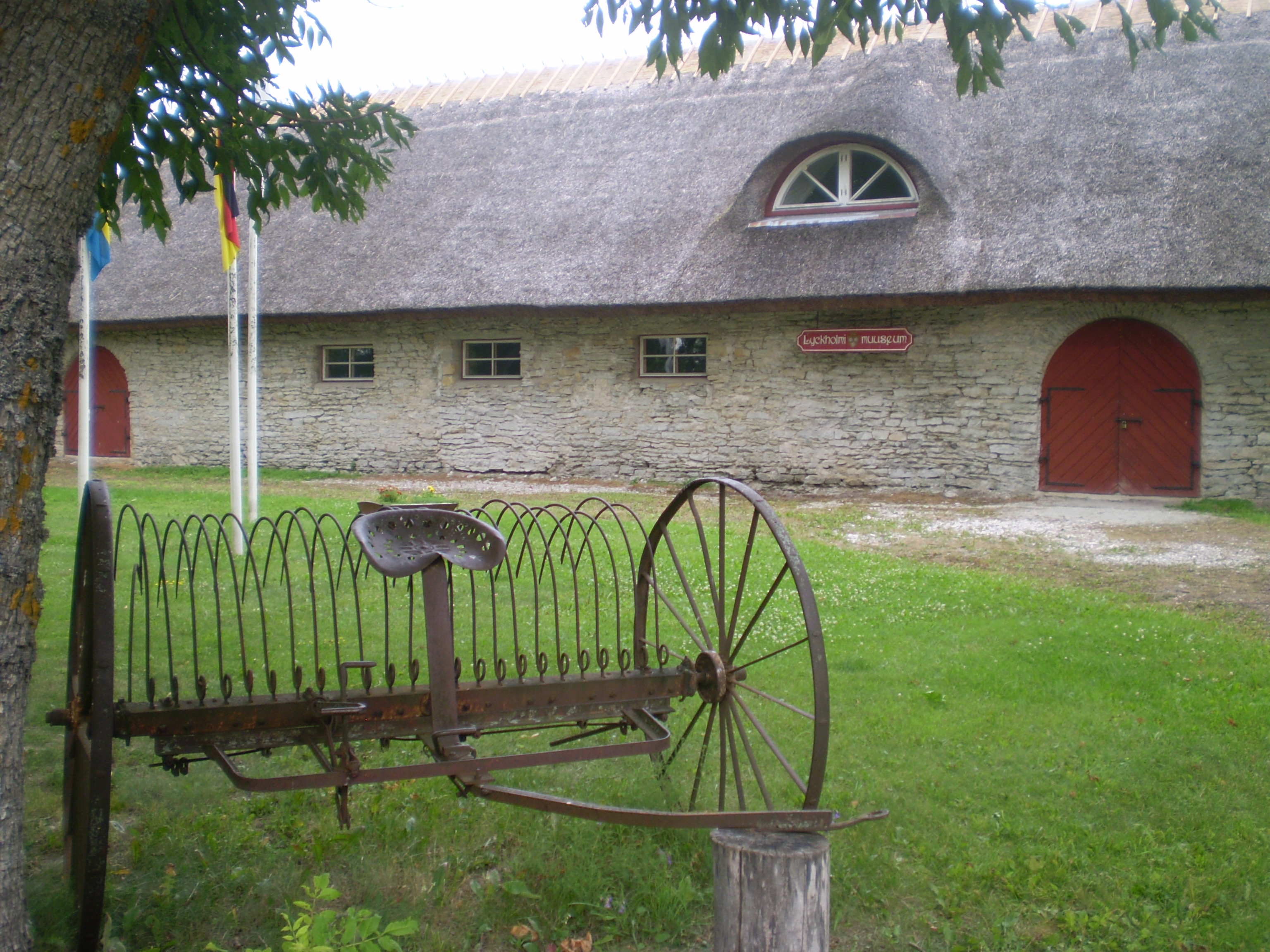
Музей Ликхольма (бывшая конюшня мызы Сааре)
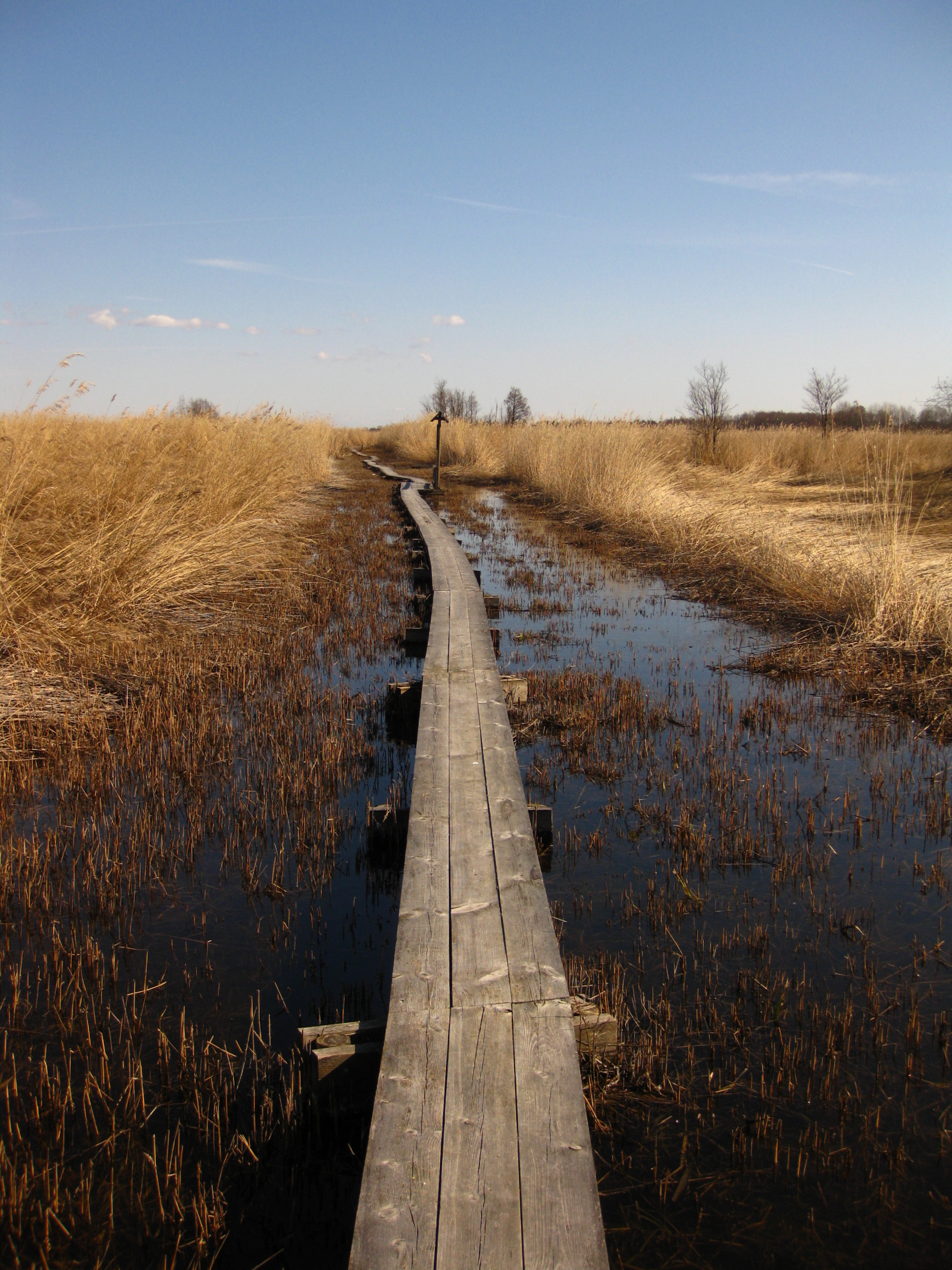
Дощатая дорога в море Сутлепа